# Purple Disco Machine
Purple Disco Machine (né Tino Schmidt le 23 novembre 1980 à Dresde) est un DJ et producteur allemand.

## Biographie

### Débuts
Tino Piontek naît et grandit en Allemagne de l'Est. Grâce à son père, il découvre le rock occidental. En 1996, il commence à produire avec le logiciel Cubase et quelques synthétiseurs, en même temps, il découvre la house dans la vie nocturne de Dresde. Il devient DJ et ses premières productions paraissent en 2005 sous l'alias Stereofunk. Il sort sous ce nom deux albums studio en 2009 et 2012, ainsi qu'un certain nombre de EP et de singles. Il forme également avec Sven Göpfert un duo nommé Popmuschi, et fonde un label discographique homonyme. Il prend le nom de scène Purple Disco Machine en 2012, et sort son troisième album Soulmatic en 2017.

### Consécration
En avril 2020, Purple Disco Machine annonce un nouvel album sous le label Sweat It Out. Le premier single de cet album est Hypnotized, dans lequel il collabore avec Sophie and the Giants. Il atteint la première place en Pologne, la deuxième place en Italie, le top 40 dans plusieurs autres pays à travers l'Europe et reçoit la triple certification de platine en Italie, devenant ainsi son plus grand succès jusqu'à présent. La même année, il produit les remix officiels de Dua Lipa avec Don't Start Now et de Lady Gaga avec Rain on Me. En mars 2021, Purple Disco Machine sort le troisième single de son deuxième album, Fireworks, une collaboration avec Moss Kena et The Knocks. Il annonce également que cet album s'intitulera Exotica.
En novembre 2023, il remixe le titre ''Mess It Up des Rolling Stones issue de leur album Hackney Diamonds sorti un mois plus tôt. En septembre 2024, il sort son troisième album studio, Paradise. Il collabore sur ce dernier avec multitudes d'artistes connus[source secondaire nécessaire] (Sophie and the Giants, Julian Perret, Nile Rodgers Metronomy, Lorenz Rhodes, Kungs, etc.).